# I’m Only Sleeping
I'm Only Sleeping – piosenka zespołu The Beatles napisana głównie przez Johna Lennona, ale autorstwo przypisywane jest duetowi Lennon/McCartney utwór został umieszczony na albumie Revolver.

## Podział ról
- John Lennon - wokal, gitara akustyczna
- Paul McCartney - wokal wspierający, bas
- George Harrison – wokal wspierający, gitara
- Ringo Starr  - perkusja

- George Martin  - producent
- Geoff Emerick - Inżynier dźwięku